# Marie Couette
Pour les articles homonymes, voir Couette.
Marie Couette, née Marie Bluet, le 14 juillet 1898 à Onzain (Loir-et-Cher), morte le 5 octobre 1974 à Vineuil, est une femme syndicaliste et politique française. Employée aux PTT, elle est militante de la Fédération CGTU puis CGT des PTT. Communiste, résistante, elle siège à l'Assemblée consultative provisoire, installée en 1944. Elle fut en 1946 la première femme à être élue au Bureau confédéral de la CGT.

## Biographie
Fille d'un facteur des postes, tôt orpheline de sa mère, Marie Bluet travaille dès ses 14 ans comme ouvrière en ganterie. Elle étudie malgré tout et passe le brevet, qui ouvre les portes des concours administratifs. Elle entre par cette voie aux PTT. Elle est nommée dame-employée aux Chèques postaux de Paris en 1921. Ce n'est que depuis 1918 que les PTT ont été autorisés par la loi à ouvrir ce service qui a besoin de main d'œuvre. Marie Couette y adhère en 1924 à la CGTU (Confédération générale du travail unitaire) et au Parti communiste. Au sein de la CGTU, elle est élue à la commission féminine centrale en 1927. Elle milite également dans la fédération des PTT de cette confédération : en 1926 elle en est membre du bureau fédéral. Elle se marie vers 1930 et est désormais connue sous son nom marital : Marie Couette.
Lors de la réunification syndicale, en 1936, secrétaire de la section syndicale des chèques postaux, elle est élue membre de la Commission exécutive (CE) de la Fédération nationale des travailleurs des PTT CGT (FAPT-CGT), dite « Fédération postale » CGT. Elle est écartée de cette responsabilité en 1938, comme la plupart des anciens "unitaires". Avant la guerre de 1939-1945, la FAPT-CGT est en effet le lieu de très durs affrontements entre les anciens "unitaires" (communistes) et les anciens "confédérés", majoritaires, qui se situent dans le courant animé par René Belin. Anticommunistes, pacifistes à tout prix, après les accords de Munich, ceux-ci excluent dès 1938 les communistes de toutes responsabilités syndicales au niveau national de la « Fédération postale ».
Révoquée des PTT en octobre 1940, Marie Couette participe activement à la Résistance au sein du mouvement syndical clandestin aux PTT et à la Résistance communiste. Elle est arrêtée en juin 1943, et c'est de la prison parisienne de la Petite Roquette qu'elle est libérée le 17 aout 1944. Elle est désignée en novembre 1944, par la CGT, pour siéger à l'Assemblée consultative provisoire. Elle fait partie de cette Assemblée jusqu'en août 1945. Elle y fait de nombreuses interventions pour l'égalité des droits des femmes avec ceux des hommes, dans le travail et la société.
Membre de la Commission Administrative (CA) de la CGT en mars 1945, elle est secrétaire de la commission féminine confédérale créée fin 1945 et elle est élue, lors du 26e Congrès de la CGT, en avril 1946, au Bureau confédéral. Elle est alors la seule femme à être membre dans cette instance. Elle quitte cette responsabilité en novembre 1949, officiellement pour raison de santé.
Elle a été aussi membre de la Commission centrale de contrôle financier du Parti communiste français de 1945 à 1950.
Elle décède en 1974 dans son département natal où elle continuait de militer au sein du Parti communiste

## Décorations
- Médaille de la Résistance française avec rosette (décret du 25 avril 1946)[8]